# Kameni meteoriti
Kameni meteoriti (aeroliti) se dijele na dvije grupe: kondriti i akondriti. 
Većina kondrita je tvar koja se nije mijenjala od nastanka Sunca, prije 4.56 milijardi godina. Skoro svi kondriti sadrže kondrule - male, plinovite kuglice stvorene u vrijeme stvaranja sunčeva sustava. Akondriti su nakadašnji kondriti koji su izmijenjeni zbog djelovanja velikih temperatura ili udarca. Ovi su meteoriti mnogo rjeđi od kondrita.